# Macintosh LC

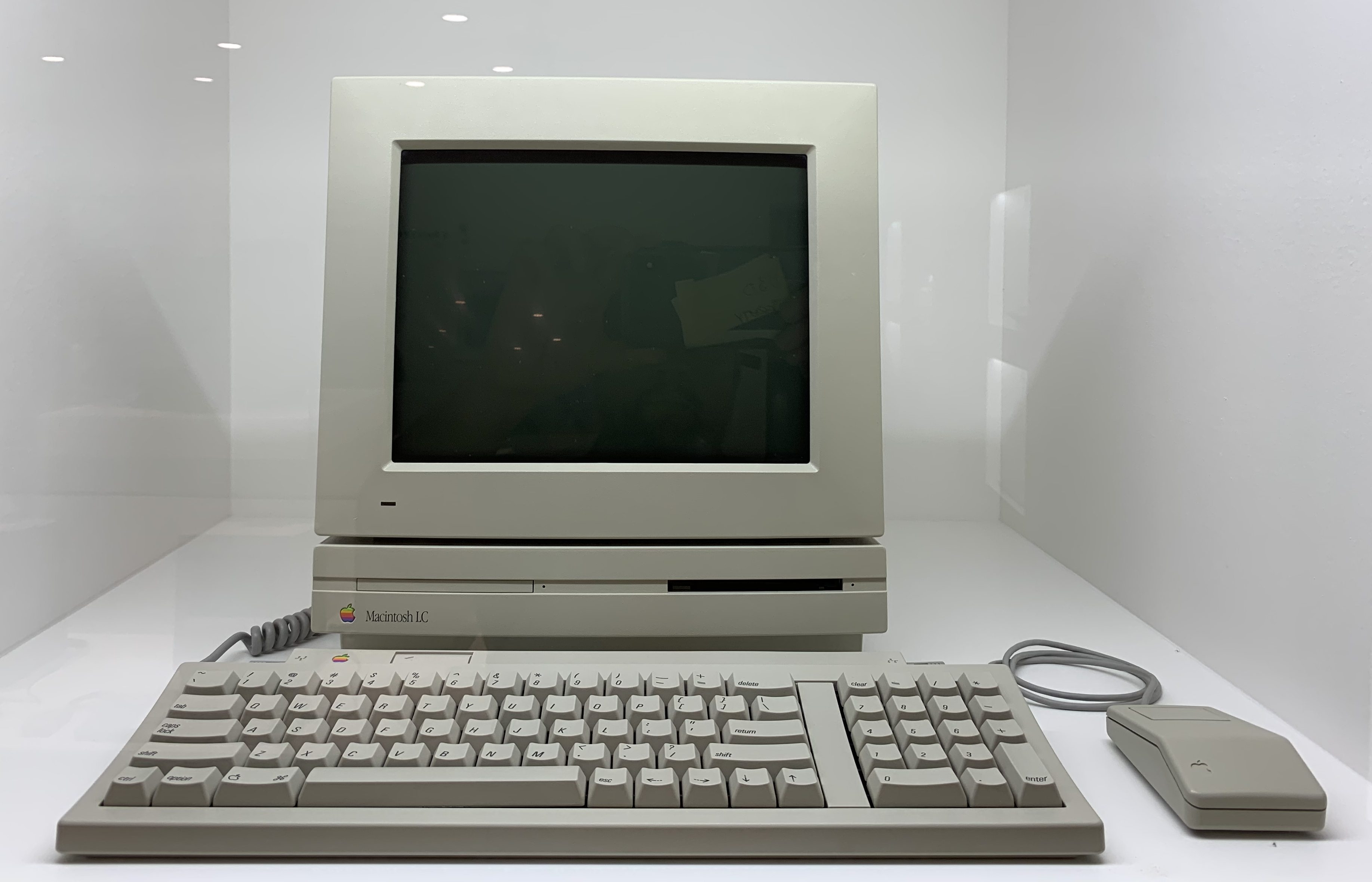
Macintosh LCとMacintosh 12" RGB Display, Apple Keyboard II, Apple Desktop Bus Mouse

Macintosh LC（マッキントッシュ エルシー）とは、Apple Computerが1990年に発売した、Macintosh LCシリーズのデスクトップパソコン。また、その後継機種を含めたMC68020・MC68030・MC68LC040搭載のデスクトップMacintoshのシリーズの総称。「LC」は低価格でカラー表記が可能な「ローコストカラー」の略で「LC」を意味すると言われている。
初代Macintosh LCは、Macintoshの低価格路線の第一弾として、上位機種にあたるMacintosh IIシリーズの廉価版Macintosh IIsi、下位機種にあたる白黒モニタ一体型のMacintosh Classicとともに発表された。ピザボックスと呼ばれる薄型の特徴的な筐体を持っており，純正の12インチモニタMacintosh 12" RGB Displayと横幅がぴったり合うように設計されていた。CPUとして16MHzのMC68020を搭載しており、カラー対応のMacintoshとしては、当時最も廉価でコンパクトな機種だった。
当時、米国では教育市場で広く使われていたApple IIからMacintoshへの移行を担う戦略機種でもあり，LC PDSスロットにApple IIe カードを搭載すると、Apple IIとしても利用できた。